# アスキー (企業)
アスキー（英: ASCII）は、株式会社角川アスキー総合研究所（かどかわアスキーそうごうけんきゅうじょ、英: KADOKAWA ASCII Research Laboratories, Inc.）の事業ブランド、およびかつて存在したコンピュータ関連の雑誌・書籍を出版していた日本の出版社の名称。

## 概要
1977年、コンピュータ雑誌『I/O（アイオー）』の編集者であった西和彦、郡司明郎、塚本慶一郎らが独立しアスキー出版（アスキーしゅっぱん）として設立。『月刊アスキー』などのコンピュータ雑誌を発行していた。1980年代には、アスキーはマイクロソフト極東総代理店の地位にあった。
日本ソフトバンク（後のソフトバンクグループ）に対抗すべく、アスキーは1986年に三井物産などの出資によりパソコンソフト等の卸売会社「ソフトウィング」を設立したが、同社は1994年にカテナへ吸収合併された。
1991年には、半導体や衛星通信といった新規分野への出資を積極的に行う西に対して、郡司と塚本が出版を主軸とした慎重経営を主張し、両者は決裂して郡司と塚本は退社した。翌年、塚本はインプレスを設立し、郡司はインプレスへ出資した。
また1996年には、『週刊ファミ通』や『ログイン』を発行する稼ぎ頭の第二編集統括本部を統括していた常務取締役の小島文隆、宮崎秀規、塩崎剛三、小笠原直樹の4役員が、西の経営方針との対立から退任し、ゲーム関連の雑誌や書籍を出版するアクセラを設立。同調する従業員約60人がアクセラに移籍した。
相次ぐ内紛と、経営の多角化に失敗から財務が悪化して、1998年にCSK、2001年には投資会社ユニゾン・キャピタルなどの経済的支援を受ける。再建後は創業当初の出版業のみに事業を縮小していた。
2002年、当時の子会社だったアストロアーツが商号を変更しアスキーとなる。その前の株式会社アスキーはメディアリーヴスと社名変更され、主にコンピュータ関連の出版事業を引き継いだ。
角川書店グループの角川グループホールディングスの傘下にあって、他のグループ会社と違い、関連会社のエンターブレインも含めて独自の営業部が存在し、注文受託も自ら行うのが特徴だった。メディアワークスとの合併後は独自の営業部は廃止され、販売も角川グループパブリッシングに委託される形となった。
2008年4月1日付で同じ角川グループ傘下のメディアワークスに吸収合併され、アスキー・メディアワークスとなった。
2010年10月1日にメディアリーヴスも子会社のエンターブレインに吸収合併されたことで、旧法人も消滅した。

## 沿革

関連会社の統廃合図

### 株式会社アスキー（2代目）
- 1991年（平成3年）6月24日 - 株式会社アスキーの子会社として株式会社アストロアーツを設立。
- 2002年（平成14年）11月18日 - 株式会社アストロアーツが株式会社メディアリーヴスから営業を引き継ぎ、商号を株式会社アスキー（2代目）に変更。
- 2008年（平成20年）4月1日 - 株式会社メディアワークスを存続会社として株式会社アスキー（2代目）を吸収合併、社名が「アスキー・メディアワークス」となった。

### 株式会社KADOKAWA アスキー・メディアワークス
- 2013年（平成25年）10月1日 - 株式会社KADOKAWAに吸収合併され「アスキー・メディアワークス」はブランドカンパニーの一つとなる。
- 2014年（平成26年）12月 - アスキーブランドでIT技術書などを手がけてきたハイエンド書籍編集部を株式会社ドワンゴが継承し、ドワンゴとKADOKAWAの共同技術書出版レーベルとして「アスキードワンゴ」（ASCII DWANGO）を設立[5]。
- 2015年（平成27年）
  - 4月 - ブランドカンパニー制を廃止し、アスキー・メディアワークス事業局となる。
  - 同年内 - パソコン雑誌「週刊アスキー」が5月26日発売の2015年6月9日号（1030号）にて印刷版の刊行を停止し、ネット/デジタルに完全移行。
- 2018年（平成30年）4月1日 - アスキー事業を株式会社角川アスキー総合研究所に移管。

### 株式会社角川アスキー総合研究所
- 2000年（平成12年）2月24日 - 株式会社角川デジックス（かどがわデジックス）を設立。
- 2013年（平成25年）
  - 2月1日 - 株式会社アスキー・メディアワークスの一部門である角川アスキー総合研究所を分離し、株式会社角川アスキー総合研究所を設立[6]。
  - 7月1日 - 株式会社角川デジックスが株式会社角川アスキー総合研究所を吸収合併し、株式会社角川アスキー総合研究所に商号変更。
- 2018年（平成30年）4月1日 - 株式会社KADOKAWAからアスキー･メディアワークス事業局のアスキー事業を譲受[7][1]。
- 2020年（令和2年）10月1日 - 株式会社KADOKAWA Game Linkageからマーケティング本部にかかわる一切の業務を譲受[8]。
- 2021年（令和3年）7月1日 - 株式会社KADOKAWAからビジネスプロデュース局（但し、アカウントビジネス部アカウント3課及び5課を除く）に係る事業を譲受[9][10]。
- 2023年（令和5年）7月1日 - 株式会社角川アップリンクからメディアコミュニケーション事業統括部が担当する事業を譲受[11]。

### アスキードワンゴ
2014年12月に設立されたドワンゴとKADOKAWAの共同技術書出版レーベル。アスキーブランドで出版されていた技術書の新装刊やドワンゴ社内の技術者とレーベル編集者との近い距離感とフットワークを活用した最新の技術書など、特色あるレーベルとなっている。発足以来、毎年数冊程度の新刊（含む新装刊）がある。
- （再掲）2014年（平成26年）12月 - アスキーブランドでIT技術書などを手がけてきたハイエンド書籍編集部を株式会社ドワンゴが継承し、ドワンゴとKADOKAWAの共同技術書出版レーベルとして「アスキードワンゴ」（ASCII DWANGO）を設立[12]。

## メディア事業
- ASCII.jp - ウェブメディア
- 週刊アスキー - 電子版・ムック・ウェブメディア
- 週刊アスキー秋葉原限定版 - フリーマガジン・電子版
- アスキー - YouTubeチャンネル
- MITテクノロジーレビュー - ウェブメディア
- ラーメンウォーカー - ウェブメディア・ムック
- ハイウェイウォーカー - フリーマガジン
- わんにゃんウォーカー- フリーマガジン
- エリアLOVEWalker - ウェブメディア
- ASCII.jpデジタル用語辞典[13]
- f-ism.net（Famitsu Intelligence Strategic Marketing Net）
- ファミ通ゲーム白書

### かつて発行していた雑誌・書籍
- 月刊アスキー
  - 月刊ビジネスアスキー
- 月刊スーパーアスキー
- 月刊アスキー DOS/V issue
- アスキー・ドットPC
- EYE・COM
  - 週刊アスキー - 印刷版
- 週刊アスキー（一般週刊誌版）
- インターネットアスキー（Internet ASCII）
  - アスキー ネットJ
- MSXマガジン
- UNIX magazine（ユニックスマガジン） - 1986年10月創刊。創刊号は1986年11月号
- NETWORK magazine（ネットワークマガジン） - 1998年4月創刊
  - 月刊アスキードットテクノロジーズ（ASCII.technologies） - NETWORK magazineとUNIX magazineを統合し2009年5月23日に創刊
- MacPeople
- MACPOWER
- ログイン
- LOGOUT
- ファミコン通信
- サラブレ
- ファミ通PS
- TECH Win
- Tech Saturn
- TECH PlayStation
- ファミ通ブロス
- 月刊アスキーコミック
- コミックビーム
- アスキー新書

### かつて運営していたインターネットメディア
- ASCII24[14] - 2007年ASCII.jpに統合
- アスキービジネスオンライン - ASCII.jpに統合
- オートアスキー - 自動車関連ニュースサイト。2002年11月21日IRIコマース&テクノロジーに譲渡[15]。その後レスポンスに名称を変更。
- e燃費[16] - 燃費計測コンテンツサイト。2002年11月21日IRIコマース&テクノロジーに譲渡
- enban.net（エンバンネット）[17] - オリジナルコンテンツを配信するエンターテインメントサイト
- ラジ＠[18] - インターネットラジオ放送局。2001年12月にエー・アイ・アイに譲渡

## その他事業

### eコマース
- アスキー ラピッド コマース サービス - アスキーが1997年7月18日にオープンした電子商店街[19]。アスキーストアの源流として、アスキー製品の販売も行われていた。サイト移転しアスキーストアに名称を変更。
- アスキーストア - アスキーの書籍・雑誌バックナンバーをはじめ、マイクロソフト製品をはじめとするPCソフトウェア製品、OAグッズやデジモノ類の販売を行っていたECサイト。2002年に運営会社のアスキーECはオン・ザ・エッヂによる営業権取得で同社の運営となったが[20]、2005年までは独立したサイトで運営されていた。
- digital ASCII Try & Buy Shop[21] - 雑誌のCD-ROMとネットを融合したシリアルコード販売サイト
- アスキーストア（2代目） - 従来からの独立サイト上の運営から、ライブドア（ポータルサイト）内にある「ライブドアデパート（後の買う市）」のテナントとして移転開設された。アスキー365の開設に伴い、2006年（平成18年）には閉店されて現存しない。
- アスキーストア（3代目） - 2005年10月にアスキー・メディアリーヴス（当時）が新たにアスキー365として開設したECサイト。2008年7月週アスストアに[22]、2011年5月にアスキーストアに名称変更。週刊アスキーの読者層をターゲットに、ワイシャツなどの衣類やデジモノ・玩具（ルービックキューブなど）・雑貨類の販売に特化している。週刊アスキーにレビュー記事が連載されている。

### メールマガジン
- A-Mail.yom[23]
- ASCII24メールサービス[24]

### パソコン通信
- アスキーネット - インターネットのニュースやメールができる唯一のパソコン通信だったが、他のプロバイダの普及により淘汰され、1997年終了

### インターネットサービスプロバイダ
- アスキーインターネットエクスチェンジ（AIX） - 1998年1月で終了[25]。
- アスキーインターネットフリーウェイ（AIF） - ハイパーネットのシステムを利用した無料プロバイダの趨りだった。1997年12月終了

### ダウンロードサービス
- Download ASCII - 2004年シーサーに譲渡[26]。その後Seesaa ダウンロードに名称を変更。

### eラーニング
- NET-T[27] - アスキーと日立製作所が共同開発した教材をインターネット経由で受講するシステム

### マルチメディア・インターネット関連ソフト
- eラーニングオーサリングツールAuthorwareの日本における総代理店業務を行っていた流れで、同ソフトの買収先であるマクロメディア（後にアドビに吸収）の代理店としてFreeHand、Fireworks、Dreamweaver、Flashなどの販売を行っていた。

## 主なゲームソフト
2002年にゲーム開発・販売から撤退。ゲーム周辺機器事業はサミーが継承した。「エンターブレイン」も参照。
- 月刊テープアスキー
- エグゾアシリーズ
- Emmyシリーズ
- ブリーズ
- 北海道連鎖殺人 オホーツクに消ゆ
- アムノーク
- ベストプレープロ野球シリーズ
- メイズパニック
- ウォーターワーカー
- トライアングルジャングル
- ボコスカウォーズ
- ザ・キャッスルシリーズ
- コズミックソルジャー
- 巨神ゴーグ
- 英雄ヤマトタケル
- ウィザードリィシリーズ（PC-9801・PC-8801・X1・FM-7・FC・GB・SFC）
- アリオン
- 賢者の遺言
- カオスエンジェルズ
- ツクールシリーズ
- アストロロボSASA
- ゲイモス
- 偽典・女神転生 東京黙示録
- ぺんぎんくんWARS
- 涙の倉庫番スペシャル
- コスモジェネシス
- プロフェッショナル麻雀悟空
- オトッキー
- 忍者らホイ!
- いただきストリート
- ダービースタリオンシリーズ（PC9801、ファミコン、スーパーファミコン、FM-TOWNS、DOS/V、Macintosh、PlayStation、PlayStation 2）
- スマッシュT.V.
- アルディライトフット
- ワンダラスマジック
- メルファンドストーリーズ
- Wizap! -ウィザップ 〜暗黒の王-
- ダウン・ザ・ワールド
- 牌勢麻雀 凌駕
- 柿木将棋
- サージェント・サンダース・コンバット!
- ベストショットプロゴルフ
- タワードリーム
- あらびあんKID
- ミニ四駆シャイニングスコーピオン レッツ&ゴー!!
- ガンプル
- ピキーニャ!
- ミランドラ
- ソリッドランナー
- DARK LAW 〜Meaning of Death〜
- エアロゲイジ
- Jリーグ タクティクス・サッカー
- ウィングコマンダー（スーパーファミコン）
- 時空探偵DD 幻のローレライ
- エクストラブライト
- トゥルー・ラブストーリー
- moon
- にじいろトゥインクル ぐるぐる大作戦
- シーマン（PlayStation 2）
- エンドセクター
- 火星物語
- バスランディング
- 悠久のエデン
- UFO -A day in the life-
- ガレリアンズ
- パンツァーフロント
- ゲイルガンナー
- シルバー事件
- GAME BASIC for SEGASATURN
- 新海底軍艦 鋼鉄の孤独
- 麻雀巌流島
- ピンボールスピリッツ
- ベルセルク 千年帝国の鷹篇 喪失花の章
- L.O.L. 〜LACK OF LOVE〜
- つりいこっ!!
- サンリオシリーズ（ファミコン・スーパーファミコン）
- DOS/Vソフトウェアライブラリーシリーズ（STUNT、TANK、フライトオブジイントルーダー、ウィングコマンダー、ダービースタリオン）
- ネットワークRPGメーカー2000

## 事業譲受会社
- アストロアーツ - 2002年9月に株式会社アストロアーツの営業権を譲受。KADOKAWAを発売元として天文雑誌「星ナビ」を発行。
- アスキーソリューションズ - 2002年5月に休眠会社ユニゾン・ストラテジック・アドバイザーズが、アスキーからネットメディア事業部（パッケージソフト販売）の営業権を譲受け発足。2006年にヘラクレスに上場したが、2008年に上場準備時点からの粉飾決算が発覚。5月に上場廃止となり、7月にエー・エス・アイ株式会社に商号変更し、民事再生法の適用を申請。8月にアセンディア（現：フューチャーインスペース）に事業譲渡し、アセンディアのエー・エス・アイカンパニーになった。

## アスキー出身の人物
- 西和彦 - 創業メンバー。
- 塚本慶一郎、郡司明郎 - 創業メンバー。1992年に独立してインプレスを設立。アスキーとは書籍・インターネットニュースサイト分野で競合関係にある。
- 古川享 - Microsoftコンシューマー戦略担当副社長
- 成毛真 - 日本マイクロソフト社長。
- 藤原洋 - インターネット総合研究所を起業。
- 深瀬弘恭 - インターネットイニシアティブを起業。
- 浅田一憲 - オープンループを起業。
- 藤村厚夫 - アットマーク・アイティを起業、のちにITmediaへ買収される。
- 小島文隆 - 元常務取締役。1996年にアクセラを設立、ゲーム雑誌や競馬雑誌を手がけるが、事業がうまく行かず2000年に倒産。